# Lago Saint-Louis
Lago Saint-Louis (in francese Lac Saint-Louis) è un lago nel Quebec sud-occidentale, in Canada, adiacente all'isola di Montreal.
Il Saint Lawrence Seaway passa attraverso il lago.

## Geografia
Il lago Saint-Louis è un allargamento del fiume Saint Lawrence nell'Arcipelago Hochelaga.

### Affluenti
È alimentato da tre fonti principali: il fiume Ottawa, dal Canale di Beauharnois che è un importante ramo del San Lorenzo
(in cui è presente la sede idroelettrica Beauharnois) e il Canale di Soulanges.
È alimentato anche da due fonti minori: il Saint-Louis, fiume che sfocia nel lago Saint-Louis all'altezza del Canale di Beauharnois e dal Châteauguay.